# Титановий нуар
«Титановий нуар» (англ. Titanium Noir) — науково-фантастичний детективний роман Ніка Гаркавея 2023 року.

## Стислий зміст сюжету
У недалекому майбутньому генна терапія, завдяки відкриттю Стефана Тонфамекаска зробила вражаючий прорив. ті, хто може дозволити собі дорогу процедуру під назвою «Титан 7», виглядають молодшими, набуваючи великого зросту, сили та довголіття. Приватний детектив Кел Саундер зустрічався з Афіною донькою винахідника препарату, поки в результаті серйозного нещасного випадку їй не довелося зробити ін'єкцію, щоб врятувати життя. Цей досвід дав Келу деяке уявлення про заможні, червоно-килимові кола титанів, яких у світі налічується лише кілька тисяч. Кел який працює консультантом у поліції з кримінальних розслідувань, пов'язаних з титанами, наймається своїм другом, детективом відділу вбивств Джайлзом Граттоном, для консультації у заплутаній справі. Родді Теббіта, 91-річного Титана, який виглядав удвічі молодшим за свій вік. Родді було вбито у власній квартирі в частині міста, де мешкає значна частина з двох тисяч титанів світу. Окрім генетичного вдосконалення, Теббіт вів нічим не примітне життя, що ускладнює визначення мотиву його вбивства. Незважаючи на свою нечисленність, титани володіють значною політичною силою, тому Саундер робить цю справу пріоритетною. Однак незабаром його розслідування вказує на відповіді, які можуть лежати ближче до істини, ніж йому хотілося б.

## Рецензії
Амаль Ель-Мохтар для «Нью-Йорк таймс» підсумувала: «Зразок свого жанру, „Титановий нуар“ кружляє між чудовими веселощами та глибокою меланхолією. Хоча Кел і відповідає профілю крутого детектива, він сумний і добрий, йому бракує гіркого алкогольного цинізму стереотипного героя».
Ян Монд у своїй рецензії для журналу «Локус» зазначив: "Титановий нуар може не мати ваги типового роману Гаркавея, але це з лишком компенсується відданістю умовностями крутого детективу та натхненним Трухеном темпом, напругою та заплутаним сюжетом.

## Нагороди
Роман посів 18-е місце на нагородженні премією «Локус» у 2024 році в категорії «Найкращий науково-фантастичний роман».